# Tory Mussett
Tory Mussett (geboren als Victoria Mussett), (26 juni 1978), is een Australische actrice. Haar eerste verschijning op televisie was tijdens een aflevering van de detective-drama Murder Call. Later was ze nog te zien in een aflevering van Flag Chat en had ze nog een, wat grotere, rol in Crash Palace.
Naast deze televisieseries speelde ze ook nog in The Matrix Reloaded (2003) en Peter Pan (2003), gevolgd door een wat substantiëlere rol in de film Boogeyman (2005).